# Glycogenolyse

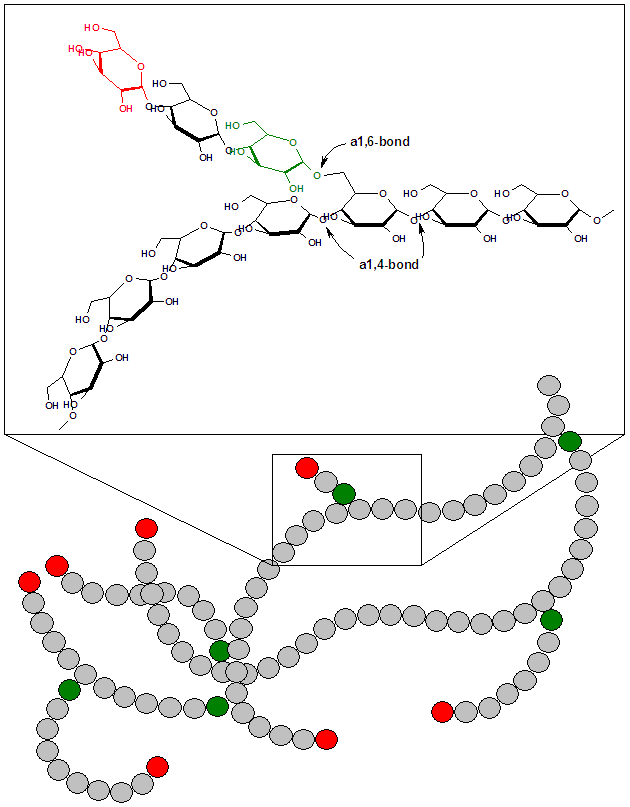
Glycogeen

Glycogenolyse is het proces waarbij glycogeen wordt afgebroken en omgezet in glucose.
Het omgekeerde van dit proces (van glucose tot glycogeen) noemt men glycogenese.
Van het glycogeenmolecuul wordt een glucosemonomeer afgehaald en met fosfaat omgezet in glucose-1-fosfaat. Dit derivaat (afgeleid product) van glucose wordt omgezet in glucose-6-fosfaat, dat een tussenproduct is in de glycolyse. De hormonen glucagon en adrenaline stimuleren de glycogenolyse. De daling van concentratie insuline zal glycogenolyse nog extra stimuleren.
Voor de glycogenolyse zijn de volgende drie enzymen nodig:
- Glycogeenfosforylase (breekt de glucoseketen op de α-1-4 bindingen)
- Debranching enzym transferase / α-1,6-glucosidase (bifunctioneel enzym) (zet α-1-6-gebonden glucose om voor de glycogeenfosforylase)
- Fosfoglucomutase (zet glucose-1-fosfaat om in glucose-6-fosfaat)

Verder kan glycogeenfosforylase (EC 2.4.1.1) gebruikt worden als merkerenzym voor het vaststellen van de afbraak van glycogeen.
Glycogenolyse vindt plaats in de spieren en de lever. Glycogeen wordt door het hormoongestuurde enzym insuline opgeslagen in de lever en wordt weer omgezet in glucose door glucagon. De glycogenolyse wordt bij lage bloedsuikerconcentraties in gang gezet door een amide van de alvleesklier.  Levercellen gebruiken de glucose-6-fosfaat uit de glycolyse of knippen de fosfaatgroep eraf met behulp van het enzym glucose-6-fosfatase, waardoor de drie glucosemoleculen in het bloed worden opgenomen en gebruikt kunnen worden door andere cellen. Spiercellen kunnen geen glucose vrijmaken en gebruiken daarom het glucose-6-fosfaat in de glycolysis.